# Luchthaven Arad
Arad International Airport (Roemeens: Aeroportul Arad) IATA-code: ARW, ligt 3 kilometer ten westen van Arad in het westen van Roemenië, in de regio Crisana. Het vliegveld ligt slechts 60 km ten noorden van Timișoara Airport, wat het op twee na grootste vliegveld van Roemenië is.

## Maatschappijen en Bestemmingen

### Passagiers
| Luchtvaartmaatschappij | Bestemmingen (Maart 2012)      |
| ---------------------- | ------------------------------ |
| Carpatair              | Timișoara (met de bus)         |
| Wizzair                | Milaan-Bergamo (Vanaf 23 juni) |

### Vracht
Arad Airport heeft de grootste vrachtterminal van West-Roemenië.
| Luchtvaartmaatschappij | Bestemmingen (Maart 2012) |
| ---------------------- | ------------------------- |
| Carpatair              | Timișoara                 |
| Tarom                  | Boekarest                 |

## Ontwikkelingen
Er bestaan plannen om de baan te verlengen tot 2500 meter.